# Cimolòmids
Els cimolòmids (Cimolomyidae) són una família extinta de mamífers multituberculats que visqueren a Àsia i Nord-amèrica durant el Cretaci superior, fa entre 66 i 85,8 milions d'anys. Se n'han trobat restes fòssils al Canadà, els Estats Units, Mèxic i Mongòlia. Les espècies d'aquest grup tenien les dents incisives inferiors de constitució robusta i totalment cobertes d'esmalt, així com dents premolars superiors molt empetitides. Les cúspides de les dents molars tenien forma de piràmide o de mitja lluna. Tenien una fórmula dental de {\displaystyle {\tfrac {1.0.4.2}{1.0.2.2}}}.